# パプア紛争
パプア紛争（Papua conflict）は、インドネシア東方のニューギニア島西部（イリアンジャヤ）で発生した独立紛争。

## 概要
19世紀後半からニューギニア島西部（イリアンジャヤ）はオランダ領ニューギニアとしてオランダ領東インドの一部を構成していたが、太平洋戦争における日本軍の侵攻はオランダ本国の植民地における統制力を大きく弱め、ついに戦争終結間もない1949年、インドネシアは独立を手に入れた。しかし、デン・ハーグで行われた独立をめぐる円卓会議において、オランダ側はイリアンジャヤは新生インドネシア国家に含まれないとし、将来の帰属解決を保証する一方で植民地体制を維持することとなった。これに大きな不満を抱いたインドネシアは、1952年にオランダがイリアンジャヤの将来について先住民パプア人の自治権を優先し、インドネシアから完全に分立した新国家としての独立を認めようとしていることを知ると対抗してイリアン地方自治省を設立し、イリアンジャヤはあくまで自国領であるという認識を示した。
そして、1961年にオランダがオランダ領ニューギニアの独立を正式に認めると、インドネシアは翌1962年から空挺部隊や魚雷艇部隊を出撃させ本格的な武力介入を開始した（トリコラ作戦）。時のアメリカ合衆国大統領ジョン・F・ケネディはこの紛争の調停に乗り出し、8月15日にニューヨーク合意と呼ばれる合意を取り付けることに成功した。これによりイリアンジャヤは一旦国際連合の統治下に置かれ、1963年5月1日までにインドネシア統治に移管すること、1969年末までにイリアンジャヤの最終的な帰属をパプア人自身に決定させることが合意された。国際連合もこれを歓迎し、早くも9月21日の国連総会決議1752において事務総長へ適切な措置の実施を求め、行政機構である国際連合暫定統治機構（UNTEA）と治安機構である西イリアン国際連合保安隊とが協力して暫定統治にあたり、1963年にニューヨーク合意に基づいてイリアンジャヤはインドネシア政府の統治を受けることとなった。
しかし、1965年の9月30日事件以降インドネシアでは軍部による独裁が強まり、インドネシア国軍のパプア人も容赦なく弾圧された。1969年にはこれもニューヨーク合意に基づいた帰属確定のための住民投票が行われたが、インドネシア国軍により操作された投票結果を元にイリアンジャヤを西イリアン州とし、自国領への併合を完了した。イリアンジャヤの完全独立やパプアニューギニアとの連合を目指すパプア人はなお諦めることなく自由パプア運動（略称：OPM）を設立した。OPMはインドネシア国軍や警察を標的としたゲリラ戦、さらに、外来のインドネシア人入植者や外国人を対象とした誘拐からパプア州特別自治法を始めとするインドネシアの弾圧体制に対する様々な抗議活動、独自の国旗掲揚式典まで行い抵抗活動を展開している。これに対しインドネシアが行った無差別暴力や表現の自由の抑圧は苛烈なものであり、1961年以降インドネシア国軍・警察によって殺害された西パプア人は10万人以上にのぼるとされている。